# Lloyd Kelly
Lloyd Casius Kelly (ur. 6 października 1998 w Bristol) – angielski piłkarz pochodzenia jamajskiego, występujący na pozycji obrońcy we włoskim klubie Juvetnus, do którego jest wypożyczony z Newcastle United. Były młodzieżowy reprezentant Anglii. 